# Ċensu Tabone
Vincent „Ċensu” Tabone (ur. 30 marca 1913 w Victorii na Gozo, zm. 14 marca 2012 w St. Julian’s) – maltański polityk i lekarz okulista, parlamentarzysta oraz minister, działacz Partii Narodowej, prezydent Malty w latach 1989–1994.

## Życiorys
Kształcił się w szkole jezuickiej St. Aloysius College, następnie na Uniwersytecie Maltańskim ukończył farmację (1933) i medycynę (1937). W trakcie II wojny światowej był oficerem w ramach Royal Malta Artillery, służył w korpusie medycznym, praktykował w szpitalu wojskowym w Mtarfie. Po wojnie wyjechał do Wielkiej Brytanii, w 1946 uzyskał dyplom z okulistyki na Uniwersytecie Oksfordzkim, ukończył również Royal College of Surgeons of England. W 1947 powrócił na Maltę, pracował w różnych krajowych szpitalach. Był inicjatorem kampanii zdrowotnej przeciwko jaglicy, później udzielał się jako ekspert przy podobnych inicjatywach WHO. Był założycielem i przewodniczącym maltańskiego stowarzyszenia lekarzy wojskowych i członkiem rady Uniwersytetu Maltańskiego.
Na początku lat 60. zaangażował się w działalność polityczną w ramach Partii Narodowej. Od 1961 był członkiem komitetu wykonawczego, pełnił następnie funkcje sekretarza generalnego (1962–1972), pierwszego wicelidera (1972–1977) i przewodniczącego komitetu wykonawczego partii (1978–1985). W 1966 po raz pierwszy został wybrany do Izby Reprezentantów, z powodzeniem ubiegał się o poselską reelekcję w wyborach w 1971, 1976, 1981 i 1987. W okresie 1966–1971 sprawował urząd ministra pracy, zatrudnienia i zabezpieczenia społecznego. Od 1987 do 1989 był ministrem spraw zagranicznych.
16 marca 1989 zrezygnował ze stanowiska ministra i mandatu poselskiego. 4 kwietnia tegoż roku parlament wybrał go na urząd prezydenta Malty. Pięcioletnią kadencję zakończył 4 kwietnia 1994.
Był żonaty z Marią Wirth, miał trzech synów i pięć córek.

## Odznaczenia
- Xirka Ġieħ ir-Repubblika (1989, z urzędu)
- Złoty Łańcuch Orderu Piusa IX (Watykan, 1995)[4]